# Burgalays
Burgalays település Franciaországban, Haute-Garonne megyében. Lakosainak száma 122 fő (2022. január 1.). Burgalays Signac, Bachos, Baren, Cierp-Gaud és Guran községekkel határos.

## Népesség
A település népességének változása:
| Lakosok száma | 121  | 97   | 113  | 124  | 130  | 125  | 123  | 120  | 119  | 122  |
|               | 1968 | 1982 | 1990 | 2006 | 2013 | 2015 | 2017 | 2019 | 2020 | 2022 |